# Военно-воздушные силы Перу

Флаг ВВС Перу

Военно-воздушные силы Перу (исп. Fuerza Aérea del Perú) являются одним из видов вооружённых сил Республики Перу.

## Структура
1-е воздушное крыло (исп. Ala Aérea Nº 1) штаб в Пьюра
- 6-я воздушная группа (исп. Grupo Aéreo Nº 6) базируется на авиабазе Chiclayo
  - Истребительная - на вооружении истребители MiG-29S/SE/UB
- 7-я воздушная группа (исп. Grupo Aéreo Nº 7) базируется на авиабазе Piura
  - Ударная - на вооружении лёгкие штурмовики A-37B
- 11-я воздушная группа (исп. Grupo Aéreo Nº 11) базируется на авиабазе Talara
  - Ударная - на вооружении штурмовики  Су-25

2-е воздушное крыло (исп. Ala Aérea Nº 2) штаб в Кальяно
- 3-я воздушная группа (исп. Grupo Aéreo Nº 3) базируется на авиабазе Callao
  - Вертолётная транспортная - эксплуатирует вертолёты Ми-17, Bell 212, Bell 412 и MBB Bo 105
- 8-я воздушная группа (исп. Grupo Aéreo Nº 8) базируется на авиабазе Callao
  - Транспортная - эксплуатирует B-737, Ан-32 и L-100

3-е воздушное крыло (исп. Ala Aérea Nº 3) штаб в Арекипа
- 2-я воздушная группа (исп. Grupo Aéreo Nº 2) базируется на авиабазе Vítor
  - Вертолётная ударная - на вооружении Ми-24, Ми-35
- 4-я воздушная группа (исп. Grupo Aéreo Nº 4) базируется на авиабазе La Joya
  - Истребительная - на вооружении Mirage 2000P/DP и УТС MB-339AP [из состава 51-й воздушной группы]
- 51-я воздушная группа (исп. Grupo Aéreo Nº 51) базируется на авиабазе Pisco
  - Учебная - эксплуатирует учебно-тренировочные самолёты Zlin Z 142 и AT-27

5-е воздушное крыло (исп. Ala Aérea Nº 5) штаб в Икитос
- 42-я воздушная группа (исп. Grupo Aéreo Nº 42) базируется на авиабазе Iquitos
  - Транспортная - эксплуатирует самолёты Pilatus PC-6, DHC-6 и Harbin Y-12

## Боевой состав
| Обозначение формирования или части | Вооружение и оснащение | Место расположения |
| ---------------------------------- | ---------------------- | ------------------ |
| 1-е воздушное крыло                |                        |                    |
| 2-е воздушное крыло                |                        |                    |
| 3-е воздушное крыло                |                        |                    |
| 5-е воздушное крыло                |                        |                    |

## Техника и вооружение
Данные о технике и вооружении ВВС Перу взяты со страницы журнала Military Balance.
| Тип                                                            | Производство      | Назначение                                                            | Количество      | Примечания | Фото            |
| Боевые самолёты                                                | Боевые самолёты   | Боевые самолёты                                                       | Боевые самолёты | Боевые самолёты | Боевые самолёты |
| -------------------------------------------------------------- | ----------------- | --------------------------------------------------------------------- | --------------- | --- | --------------- |
| Dassault Aviation Mirage 2000DP Dassault Aviation Mirage 2000P | Франция           | учебный истребитель многоцелевой истребитель                          | 2 10            | Поставлялись с 1986 |                 |
| МиГ-29СМП МиГ-29С МиГ-29СЭ МиГ-29УБМ                           | СССР/ Россия СССР | многоцелевой истребитель многоцелевой истребитель учебный истребитель | 5 9 3 2         | Бывшие белорусские самолёты.Произведены в 1987-1988,поставлены в 1996. 8 модернизированы в 2008- 2012 года, ресурс продлен на 4000 часов, один разбился, планируется модернизировать остальные 8 МиГ-29 |                 |
| Су-25К Су-25УБК                                                | СССР              | штурмовик                                                             | 10 8            | Бывшие белорусские Су-25, часть прошла модернизацию в Белоруссии. В строю Су-25 — 1, 9 в нелетном состоянии.                                                                                            |                 |
| Cessna A-37B                                                   | США               | штурмовик                                                             | 18              | |                 |
| Транспортные самолёты                                          |                   |                                                                       |                 | |                 |
| Ан-32                                                          | СССР              | транспортный самолёт                                                  | 3               | |                 |
| Ан-72В                                                         | СССР              | транспортный самолёт                                                  | 1               | |                 |
| Boeing 707-323C                                                | США               | транспортный самолёт                                                  | 1               | |                 |
| Boeing 737—200 Boeing 737—500                                  | США               | транспортный самолёт транспортный самолёт                             | 3 1             | |                 |
| Dassault-Breguet Falcon 20F                                    | Франция           | VIP транспорт                                                         | 1               | |                 |
| De Havilland Canada DHC-6-300                                  | Канада            | общего назначения                                                     | 2               | |                 |
| Fairchild Aerospace C-26A                                      | США               | транспортный самолёт                                                  | 3               | |                 |
| Harbin Y-12                                                    | Китай             | транспортный самолёт                                                  | 5               | |                 |
| Learjet 25B                                                    | США               | VIP транспорт                                                         | 2               | |                 |
| Learjet 36A                                                    | США               | VIP транспорт                                                         | 2               | |                 |
| Lockheed L-100-20                                              | США               | транспортный самолёт                                                  | 3               | |                 |
| McDonnell Douglas DC-8-62CF                                    | США               | транспортный самолёт                                                  | 1               | |                 |
| Pilatus PC-6                                                   | Швейцария         | общего назначения                                                     | 2               | |                 |
| Piper PA-31T                                                   | США               | общего назначения                                                     | 1               | |                 |
| Raytheon C90                                                   | США               | общего назначения                                                     | 2               | |                 |
| Rockwell 690B                                                  | США               | общего назначения                                                     | 1               | |                 |
| Учебные самолёты                                               |                   |                                                                       |                 | |                 |
| Aermacchi MB.339AP                                             | Италия            | учебно-боевой                                                         | 14              | |                 |
| Embraer EMB-312                                                | Бразилия          | учебно-тренировочный                                                  | 18              | |                 |
| Zlin Z-242L                                                    | Чехословакия      | учебно-тренировочный                                                  | 16              | |                 |
| Вертолёты                                                      |                   |                                                                       |                 | |                 |
| Bell Helicopter Textron 206B                                   | США               | многоцелевой вертолёт                                                 | 2               | |                 |
| Bell Helicopter Textron 212                                    | США               | многоцелевой вертолёт                                                 | 6               | |                 |
| Bell Helicopter Textron 214ST                                  | США               | многоцелевой вертолёт                                                 | 3               | |                 |
| Bell Helicopter Textron 412EP                                  | США               | многоцелевой вертолёт                                                 | 1               | |                 |
| MBB BO 105                                                     | Германия          | многоцелевой вертолёт многоцелевой вертолёт                           | 4 2             | |                 |
| Ми-17 Ми-171Ш                                                  | СССР              | многоцелевой вертолёт                                                 | 18 7            | |                 |
| Ми-24                                                          | СССР              | транспортно-боевой вертолёт                                           | 16              | |                 |
| Ми-35                                                          | СССР              | транспортно-боевой вертолёт                                           | 2               | |                 |
| Schweizer 300C                                                 | США               | многоцелевой вертолёт                                                 | 6               | |                 |

## Опознавательные знаки

Опознавательный знак ВВС Перу
Знак на киль

## Галерея

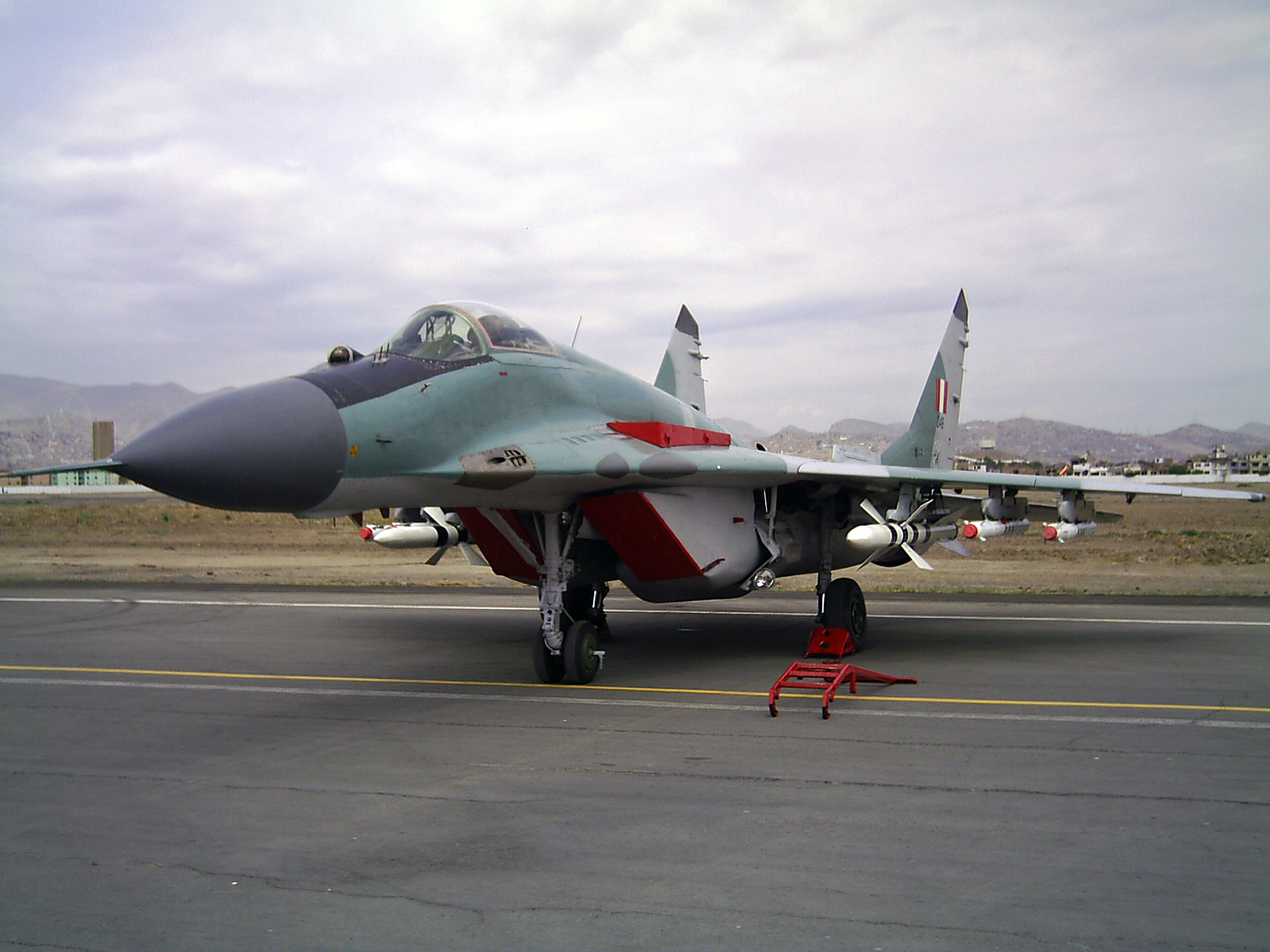

## Знаки различия

### Генералы и офицеры
| Категории               | Генералы          | Генералы          | Генералы      | Старшие офицеры | Старшие офицеры | Старшие офицеры | Младшие офицеры | Младшие офицеры   | Младшие офицеры |
| ----------------------- | ----------------- | ----------------- | ------------- | --------------- | --------------- | --------------- | --------------- | ----------------- | --------------- |
|                         |                   |                   |               |                 |                 |                 |                 |                   |                 |
| Перуанское звание       | General del Aire  | Teniente General  | Mayor General | Coronel         | Comandante      | Mayor           | Capitán         | Teniente          | Alférez         |
| Российское соответствие | Генерал-полковник | Генерал-лейтенант | Генерал-майор | Полковник       | Подполковник    | Майор           | Капитан         | Старший лейтенант | Лейтенант       |

### Сержанты и солдаты
| Категории               | Подофицеры        | Подофицеры | Подофицеры | Сержанты и старшины | Сержанты и старшины | Сержанты и старшины | Сержанты и старшины | Солдаты  | Солдаты  |
| ----------------------- | ----------------- | ---------- | ---------- | ------------------- | ------------------- | ------------------- | ------------------- | -------- | -------- |
|                         | 30px              | 30px       | 30px       | 30px                | 30px                | 30px                | 30px                | 30px     | 30px     |
| Перуанское звание       | '                 | '          | '          | '                   | '                   | Sargento Primero    | Sargento Segundo    | Cabo     | Avionero |
| Российское соответствие | Старший прапорщик | Прапорщик  | нет        | Старшина            | Старший сержант     | Сержант             | Младший сержант     | Ефрейтор | Рядовой  |